# حسن بن قتادة
 حسن بن قتادة بن إدريس بن مطاعن الحسني القرشي كان شريف مكة من عام 1220 إلى عام 1222.
تولى الإمارة بعد وفاة والده قتادة بن إدريس. وفقا لمعظم المصادر، بما في ذلك أبو شامة، الذهبي، وابن كثير، مات قتادة في جمادى الأولى 617 هـ (12 يوليو). بينما ذكر المنذري أنه توفي في أواخر جمادى الثانية 617 هـ (أواخر أغسطس 1220)، بينما كتب ابن الأثير أنه توفي في جمادى الثانية 618 هـ (يوليو / أغسطس 1221). يذكر المؤرخون أن حسن قتل والده وأخيه وعمه من أجل السيطرة على الإمارة.
تم تنحية حسن في ربيع الأول 619 هـ (أبريل - مايو 1222) من قبل المسعود يوسف، أمير اليمن الأيوبي. هرب إلى أخواله من قبيلة عنزة، ثم إلى دمشق، ثم إلى بغداد، حيث توفي عام 623 هـ (1226). تم دفنه في مشهد موسى الكاظم.